# Suddivisioni dell'India
Le suddivisioni dell'India sono le unità amministrative nelle quali è suddiviso il territorio nazionale indiano. 
In ordine gerarchico di importanza, esse sono:
- stati e territori
- divisioni
- distretti
- comuni
- villaggi

## Stati federati e territori
Al primo livello vi sono i 28 stati federati e gli 8 territori. Ogni stato federato ha un'assemblea legislativa detta Vidhan Sabha, democraticamente eletta.

## Divisioni
Alcuni degli stati più grandi hanno come secondo livello amministrativo le divisioni: Bengala Occidentale, Bihar, Chhattisgarh (dal 2008), Haryana, Jharkhand, Karnataka, Madhya Pradesh, Maharashtra, Punjab, Rajasthan, Uttarakhand e Uttar Pradesh.

## Distretti

Distretti dell'India

Al di sotto delle divisioni, o degli stati dove non sono presenti le divisioni, vi sono i distretti (zilla in hindi), che in tutta l'India assommano a oltre 600.

## Comuni
I comuni possono prendere diverse denominazioni: blocco di sviluppo (development block), tehsil (in hindi), mandal (in telugu), taluka, corporazione municipale (municipal corporation, maha-nagar-palika), municipalità (municipality, nagar-palika), consigli cittadini (city council, nagar panchayat), suddivisioni (subdivisions) nel caso di agglomerati urbani come per esempio nel distretto di Delhi Ovest.

## Villaggi
I villaggi (graam, gau'n) rappresentano il livello amministrativo più basso in India.